# Herminia fascialis
Herminia fascialis är en fjärilsart som beskrevs av John Henry Leech 1889. Herminia fascialis ingår i släktet Herminia och familjen nattflyn. Inga underarter finns listade i Catalogue of Life.